# Cryptocephalus parvulus
Cryptocephalus parvulus es una especie de insecto coleóptero de la familia Chrysomelidae.
Fue descrita científicamente en 1776 por O.F. Müller.